# Château de Pfedelbach
Le château de Pfedelbach (Schloß Pfedelbach) se trouve à Pfedelbach dans l'arrondissement de Hohenlohe en Allemagne. C'était un château de la famille princière Hohenlohe.

## Histoire
Le comte Eberhard von Hohenlohe-Waldenbourg construit ce château entre 1568 et 1572 en style Renaissance pour en faire sa résidence d'hiver, avec des tours d'angle caractéristiques de cette époque. Le château est entouré d'eau. Le comte meurt le 10 mars 1570 et sa veuve, Agathe, fait continuer la construction. Le comte Ferdinand von Hohenlohe-Bartenstein fait construire la chapelle en 1732. Elle sert aujourd'hui à des concerts et à des mariages. Cette chapelle servait entre 1811 et 1888 d'église paroissiale catholique.
On remarque au-dessus de l'entrée les blasons des Hohenlohe et des Tübingen, famille de la comtesse Agathe von Waldenburg. Sa tombe et celle de son époux se trouvent à l'église d'Öhringen. Le château a servi de tribunal entre 1806 et 1840. La commune de Pfedelbach est propriétaire du château depuis 1962 et l'a restauré dans les années 1970 et entre 2005 et 2006. Il sert à des événements culturels et à des expositions. On remarque dans la salle d'apparat des fresques de Joachim Georg Creutzfelder. Le reste du château est arrangé en appartements privés à louer.

## Architecture
Le château est orienté nord-sud avec un corps de logis rectangulaire de 23,75m sur 47,50m. Il est orné de tours et de bâtiments bas. Au milieu du corps de bâtiment occidental, une tour ronde domine l'ensemble. La cour intérieure rappelle les châteaux toscans avec ses arcades. Les fenêtres ont été transformées à l'époque baroque avec arcs en anse de panier à trois centres, ébrasements profilés, et petites agrafes.

## Galerie

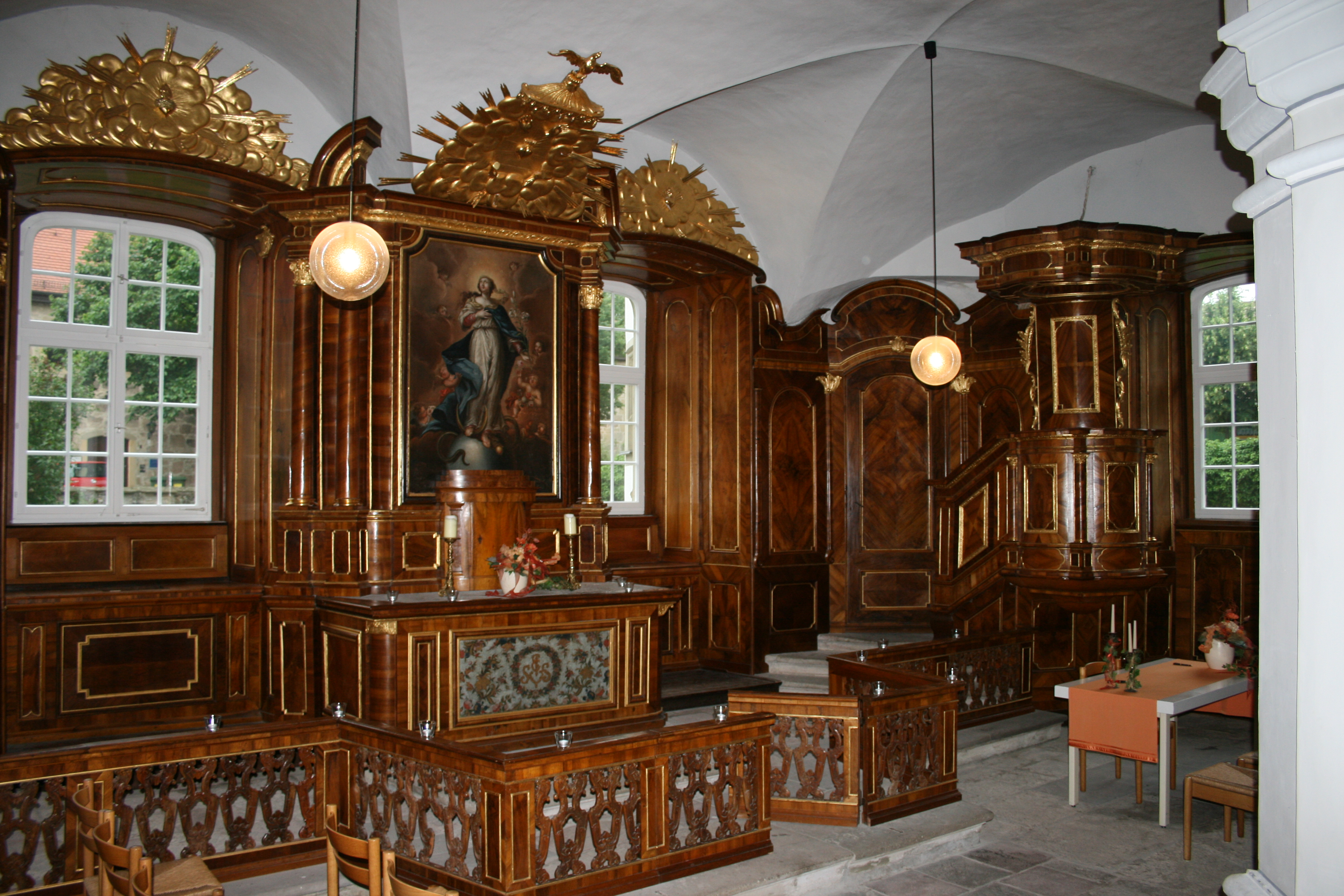
Vue de la chapelle du château
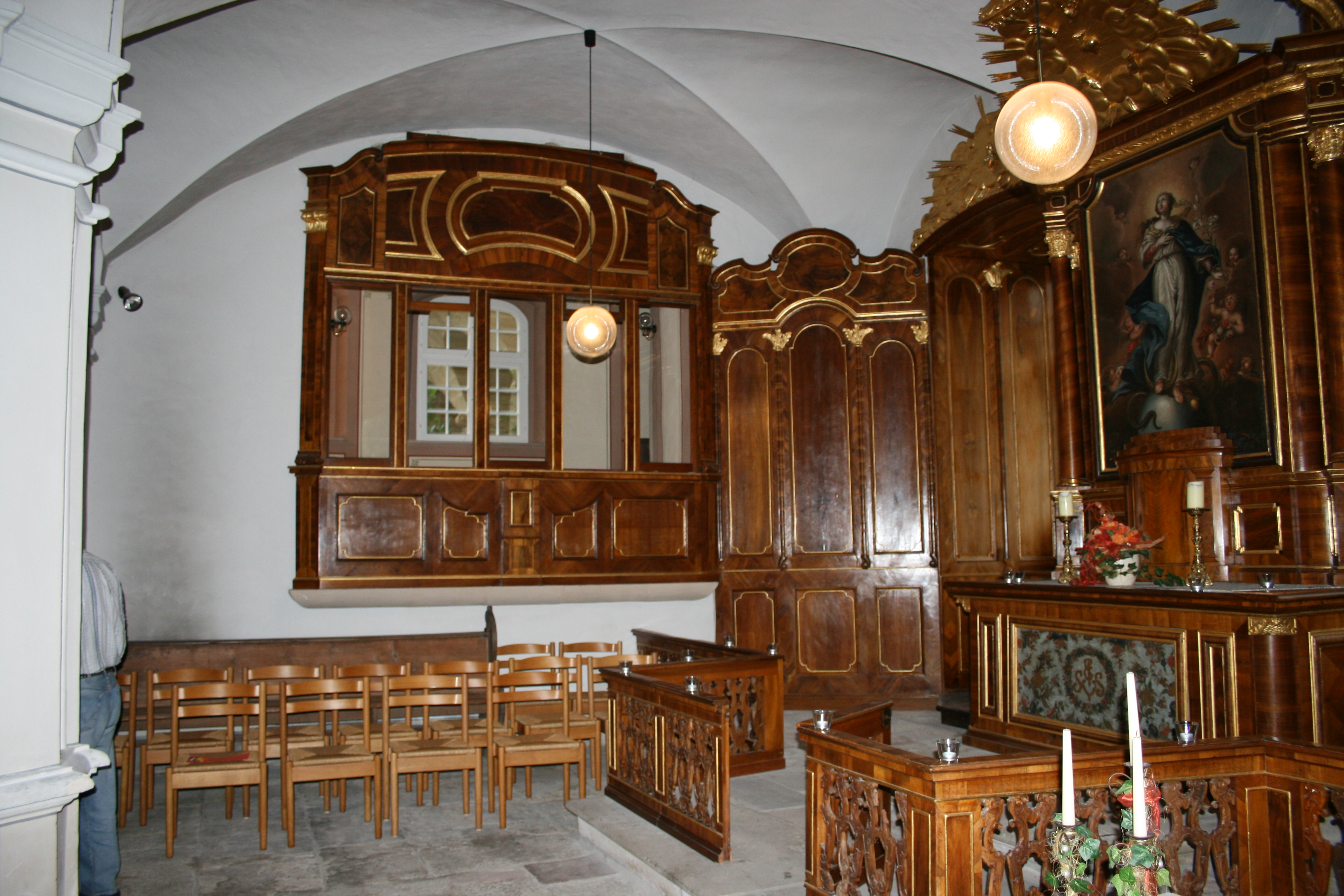
La loge princière dans la chapelle
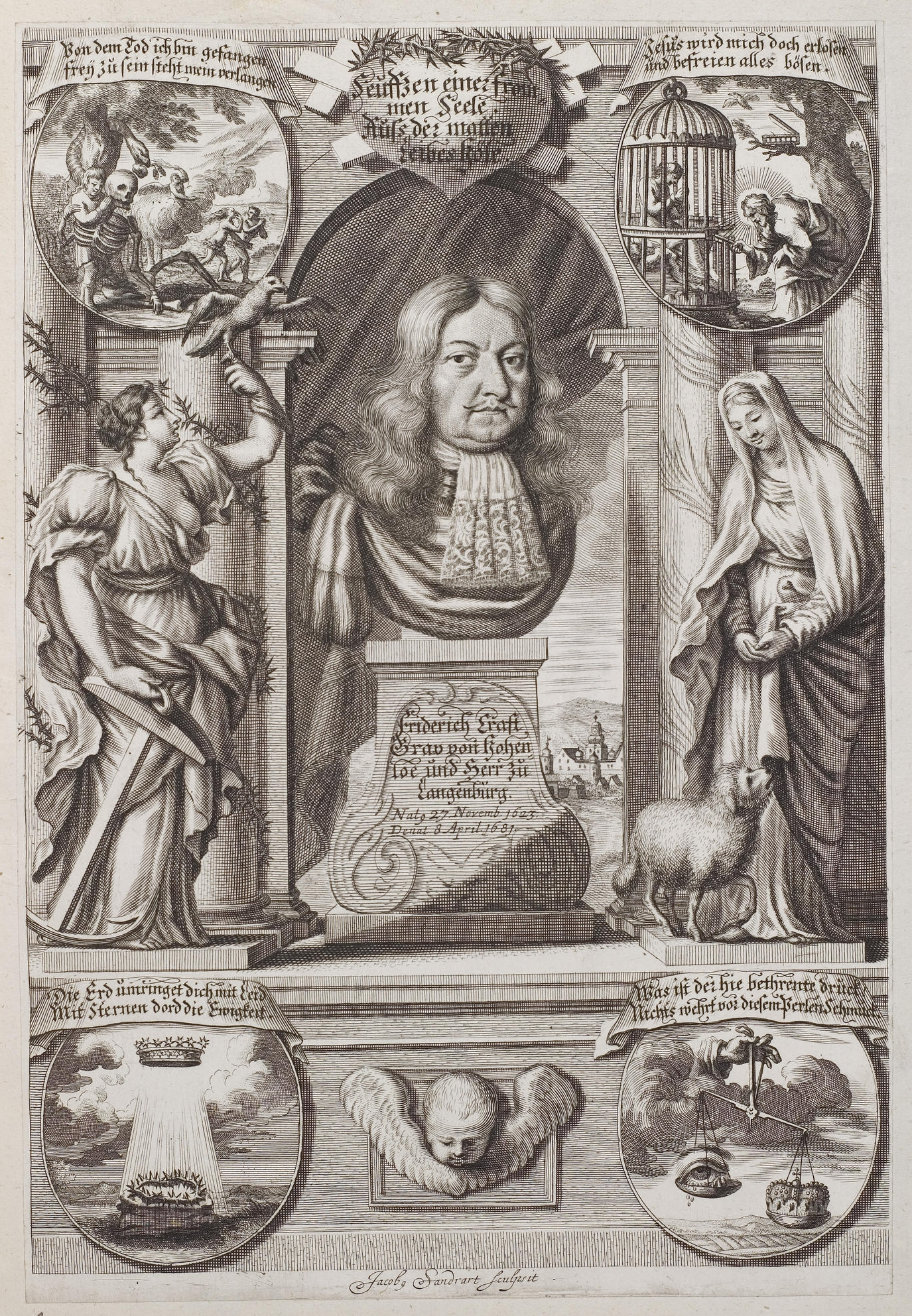
Portrait du comte Friedrich Kraft von Hohenlohe-Pfedelbach
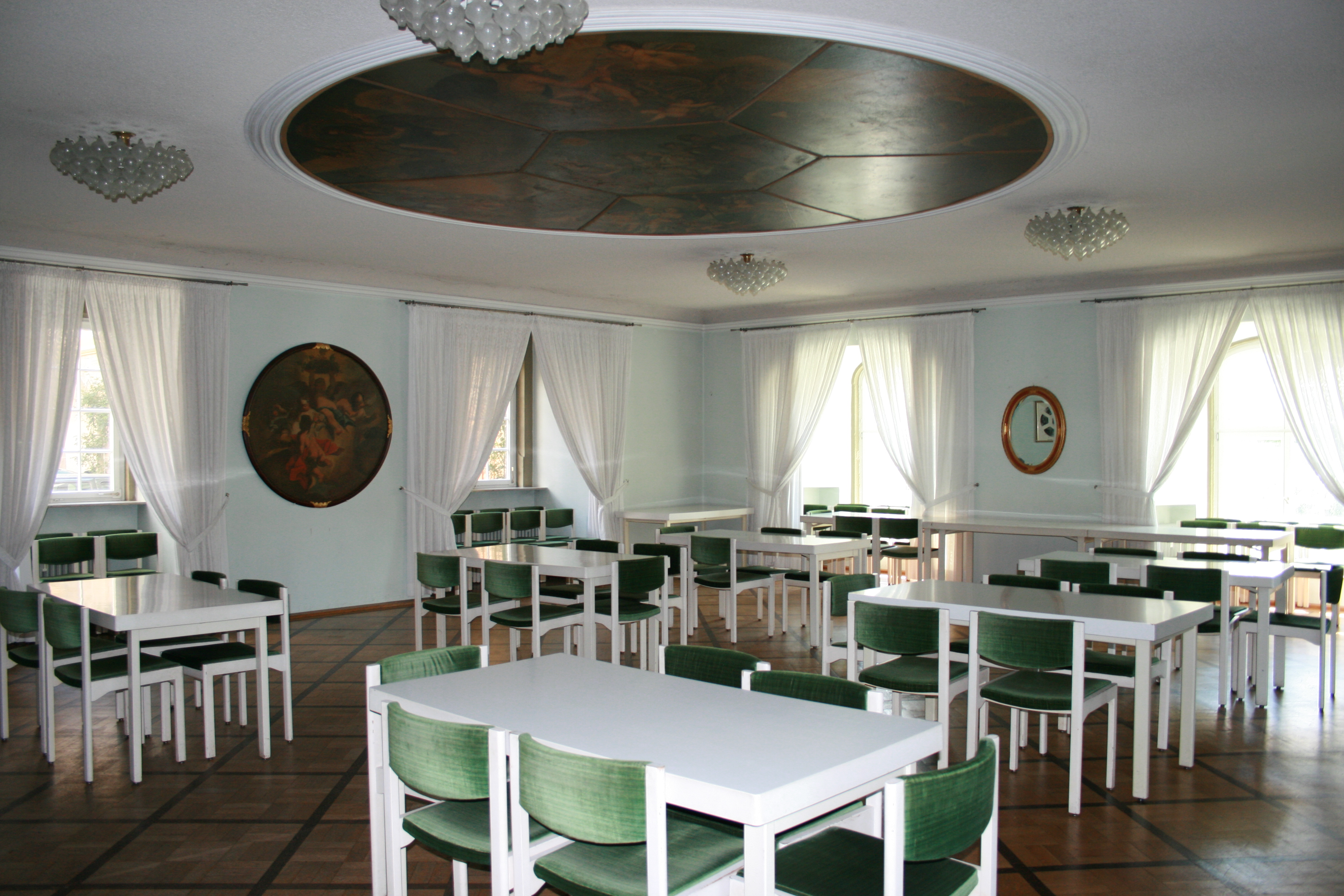
La salle d'apparat aujourd'hui

## Source
- (de) Cet article est partiellement ou en totalité issu de l’article de Wikipédia en allemand intitulé « Schloss Pfedelbach » (voir la liste des auteurs).